# یوجی نیشیدا
یوجی نیشیدا (西田 有志 Nishida Yūji, born ۳۰ ژانویهٔ ۲۰۰۰)) یک بازیکن والیبال اهل ژاپن است که برای تیم ملی والیبال مردان ژاپن و تیم باشگاهی جی‌تی‌ای‌کی‌تی در لیگ این کشور به میدان می‌رود.
او در لیگ ملتهای والیبال 2022 در بازی مقابل تیم ملی والیبال آرژانتین رکورد بیشترین پرش والیبال را شکست.

## زندگی شخصی
نیشیدا پس از تماشای بازی کردن والیبال خواهرش این ورزش را شروع کرد. او یک خواهر بزرگتر از خود و یک برادر بزرگتر از خود دارد  که خواهر او ۶ سال از او بزرگتر و برادر او ۶ سال از او بزرگتر است .  
در سال ۲۰۲۰، نیشیدا همکاری با آسیکس، یک شرکت چند ملیتی ژاپنی که تجهیزات ورزشی تولید می‌کند، از طریق تبلیغات محصول و تبلیغات اعلام کرد.
در فوریه ۲۰۲۱، نیشیدا با زمست ، نام تجاری بریس‌های ورزشی و محصولات مراقبتی، قرارداد حمایت ورزشی منعقد کرده است . در اکتبر ۲۰۲۱، اعلام شد که نیشیدا با برند پروتئین ژاپنی <<Cleaver>>، همکاری امضا کرده است.
او کانال یوتیوب Youtube Channel خود را در ۶ دسامبر ۲۰۲۰ راه اندازی کرد و در مدت شش ماه از ۱۰۰۰۰۰ مشترک گذشت. نیشیدا برند پوشاک شخصی خود را با نام (Crazy ) و (Jump)  تأسیس کرد که در آگوست  ۲۰۲۲ برای عموم عرضه شد.
در ۳۱ دسامبر ۲۰۲۲، نیشیدا از طریق اینستاگرام خود اعلام کرد که با همکار والیبالیست خود سارینا کوگا ازدواج کرده است.